# Torshälla IBK
Torshälla IBK grundades formellt 1995 men redan på slutet av 80-talet lades grunden under IOGT-NTO:s flagga.
Idag har föreningen drygt 400 spelare i åldrarna 5-50 fördelade på 19 lag som spelar innebandy i föreningen . Det gör föreningen till den femte största föreningen i kommunen och den största innebandyföreningen.Namnet till trots kommer medlemmarna från alla hörn av Eskilstuna kommun. Verksamheten har sin bas i Eskilstuna Innebandy Center (Skjulstahallen) i Eskilstuna.
Bland föreningens spelare kan nämnas Jens Frejd som började sin karriär i föreningen.
Representationslaget spelar sina hemmamatcher i Volvo CE Arena i Eskilstuna.

## Meriter
1992/1993 spelade man i den då högsta serien. Man slutade på sista plats i tabellen med 6 inspelade poäng, Division 1 i innebandy för herrar 1992/1993